# Stopno (gmina Škocjan)
Stopno – wieś w Słowenii, w gminie Škocjan. W 2018 roku liczyła 32 mieszkańców.